# ليه دانيلز
ليه دانيلز (بالإنجليزية: Les Daniels)‏ هو كاتب أمريكي، ولد في 27 أكتوبر 1943 في دانبري في الولايات المتحدة، وتوفي في 5 نوفمبر 2011 في بروفيدنس في الولايات المتحدة.